# 457 Alleghenia
A 457 Alleghenia (ideiglenes jelöléssel 1900 FJ) a Naprendszer kisbolygóövében található aszteroida. Maximilian Franz Joseph Cornelius Wolf és Friedrich Karl Arnold Schwassmann fedezte fel 1900. szeptember 15-én.